# Anatole de Constantinople
Pour les articles homonymes, voir Anatole.
Anatole de Constantinople est patriarche de Constantinople de 449 à 458 et un saint de l'Eglise orthodoxe, il est commémoré le 3 juillet.

## Biographie
Originaire d'Alexandrie, où il naît vers 400, il est disciple de Cyrille d'Alexandrie qui l'ordonne diacre et lui accorde sa confiance en l'envoyant comme ambassadeur à Constantinople, avant d'être celui de Dioscore. Après le concile d'Ephèse II (449) et la mort de Flavien de Constantinople dans des circonstances houleuses, Dioscore le consacre évêque et les monophysites le mettent en place sur le siège de Constantinople,,.
Après son élévation au siège de Constantinople, il apparaît fermement disposé à retrouver la bonne doctrine entre monophysites et dyophysites. Il réunit alors un concile à Constantinople pour interroger ses évêques, prêtres et diacres sur la question, et, après la sentence du concile, il excommunie Nestorius, Eutychès, ainsi que tous les partisans de leurs « erreurs ».
Il se montre à partir de ce moment très opposé à la théologie monophysite, et sera un des grands promoteurs du concile de Chalcédoine, qu'il préside en 451,,.

## Écrits
- Notices d'autorité :   - VIAF
  - GND
- Clavis Patrum Græcorum 5956-5961.